# Sonny Lahey
Sonny Lahey (født 3. december 1979) er en dansk tegnefilmsdubber, dialoginstruktør,  lydbogsindlæser,   manuskriptforfatter og filmproducer.

## Dansk dubbing
Sonny Lahey har lagt dansk stemme til masser af tegnefilmsfigurer. 
Han har været dansk dialoginstruktør på tv-serier som f.eks. følgende fra Disney:
- Substitutterne
- Fillmore!
- Den amerikanske drage: Jake Long
- Det Summer om Maggie
- Hannah Montana
- Zack og Codys Søde Hotelliv
- Det Søde Liv til Søs
- Shake It Up
- Ængstelige Egern
- Jessie (tv-serie)
- Gravity Falls
- Wander i galaksen

Samt på biograffilm som bl.a.:
- Herbie for fuld udblæsning! (2005)
- Asterix og vikingerne (2006)
- Myremobberen (2006)
- Nat på museet (2006)
- Harry Potter og Fønixordenen (2007)
- Asterix og De Olympiske Lege (2008)
- WALL-E (2008)
- Star Wars: The Clone Wars (2008)
- Nat på museet 2 (2009)
- Hannah Montana: The Movie (2009)
- Alice i Eventyrland (2010)
- Gnomeo & Julie (2011)
- Yogi Bear (2010)
- Modig (2012)
- Vilde Rolf (2013)
- Big Hero 6 (2014)
- Eventyret om Askepot (2015)
- Ninjago Dragerne vågner - Lloyd Garmadon

## Manuskriptforfatter
Han har også været manuskriptforfatter på flere film bl.a.:
- Vilddyr (2010)
- En Sikker Vinder (2008)
- Sort Oktober (2005)
- På Toppen (2004)
- Soul Ripper (2002)

## Filmproduktion
Som producer har han produceret en række kortfilm bl.a. som del i produceruddannelsen Super16 og været associate producer på ungdomsfilmen You & me forever af Kaspar Munk.

## Øvrigt
Sonny har en stor kærlighed til VHS mediet og har af flere omgang medvirket i podcasten Filmnørdens Hjørne, i afsnittene "Den om VHS 1-4". 
Dette førte i sommeren 2019 til spin-off podcasten Moviebox - VHS podcast med Sonny Lahey, Ask Hasselbalch, Niels Paridon og Casper Christensen.